# Propionazidämie
Die Propionazidämie ist eine sehr seltene angeborene, zu den Organoazidopathien gehörende Stoffwechselerkrankung im Abbau von Valin, Isoleucin, Threonin, Methionin, Fettsäuren und Cholesterin aufgrund fehlender Funktion der Propionyl-CoA-Carboxylase.
Synonyme sind: Glycinämie, ketotische; Propionazidurie; Propionyl-CoA-Carboxylase-Mangel
Die Erstbeschreibung stammt aus dem Jahre 1961 durch den  US-amerikanischen Pädiater Barton Childs und Mitarbeiter.

## Verbreitung
Die Häufigkeit wird mit 1–9 zu 1.000.000 angegeben, die Vererbung erfolgt autosomal-rezessiv.

## Ursache
Je nach zugrundeliegender Mutation können folgende Typen unterschieden werden:
- Typ A mit Mutationen im PCCA-Gen auf Chromosom 13 Genort q32.3.
- Typ B mit Mutationen im PCCB-Gen auf Chromosom 3 Genort q22.3.

Diese Gene kodieren für die α- und β-Untereinheiten der Propionyl-CoA-Carboxylase.

## Einteilung
Klinisch können folgende Formen unterschieden werden:
- Schwere Form mit Beginn im Neugeborenenalter, Erbrechen, Bewusstseinsstörung, Panzytopenie
- intermittierende Form mit spätem Beginn, Stoffwechselentgleisung bei Fieber, Erbrechen oder Trauma
- chronisch-progrediente Form mit Gedeihstörung, Neigung zum Erbrechen, psychomotorische Retardierung, Muskelhypotonie, zerebrale Krämpfe und Bewegungsstörungen.

Als Komplikationen können intellektuelle Beeinträchtigung, Optikusneuropathie, Kardiomyopathie, QT-Syndrom, Pankreatitis, Dermatitis und Immundefekte auftreten.

## Klinische Erscheinungen
Klinische Kriterien sind:
- Manifestation je nach Form bereits zur Neugeborenenzeit möglich mit metabolischer Azidose und häufig Hypoglykämie, Ketose, Erbrechen, Lethargie bis Koma
- Neurologische Ausfälle
- Kardiomyopathie

## Diagnose
Im erweiterten Neugeborenenscreening können erhöhte Propionylcarnitin-Werte, im Plasmaspiegel erhöhte Propionsäure, eine Neutropenie und Thrombozytopenie nachgewiesen werden.
In der Gaschromatographie mit Massenspektrometrie-Kopplung findet sich im Urin ein charakteristisches Muster.
Die Diagnose kann durch Messung der Enzymaktivität gesichert werden.

## Differentialdiagnose
Abzugrenzen sind:
- Kuhmilchallergie
- Methylmalonazidämie
- Multipler Carboxylase-Mangel
- Neugeborenensepsis
- Nichtketotische Hyperglyzinämie
- Organoazidopathie
- Pylorusstenose
- Zoeliakie